# Diagnose- und Förderklasse
Diagnose- und Förderklassen, auch Diagnoseförderklassen (DFK) sind eine Form der sonderpädagogischen Förderung in Deutschland, so in Bayern und Mecklenburg-Vorpommern. Sie sind für schulpflichtige Kinder mit Lernschwierigkeiten, Entwicklungsverzögerungen oder Teilleistungsstörungen gedacht, von denen erwartet werden kann, dass sie am Schulunterricht an einer Regelschule nicht mit Erfolg teilnehmen können. Vermittelt wird dabei der Lernstoff der 1. Grundschulklasse, jedoch auf zwei Jahre verteilt. Das eingeschobene Jahr gilt nicht als Wiederholung, sodass sich die Vollzeitschulpflicht auf zehn statt der normalen neun Schulbesuchsjahre erhöht.

## Zielsetzung
- Ermittlung des Förderbedarfs
- Individuelle Förderung
- Wenn möglich, Überleitung auf die Regelschule